# Ифит (сын Навбола)
И́фит (др.-греч. Ἴφιτος) — сын Навбола, правнук Сисифа (либо сын Гиппаса), царь Фокиды и аргонавт, участник состязаний после смерти Кизика и защитник Фив. Его сыновья Схедий и Эпистроф во главе фокийцев отправились на Троянскую войну